# Kamenjane
Kamenjane (makedonsky: Камењане, albánsky: Kamjani) je vesnice v Severní Makedonii. Nachází se v opštině Bogovinje v Položském regionu.

## Geografie
Kamenjane ve velká vesnice ležící v oblasti Položská kotlina, na pravé straně dálnice spojující Gostivar a Tetovo. Leží na úpatí pohoří Šar planina a je rozdělena na poloviny řekou Kamenjanska. Nejbližším městem je Tetovo, které leží 7 km jižně od vesnice. Celková rozloha vesnice je 5,9 km2. Vesnice leží na rovině v nadmořské výšce 500 metrů. Ve vesnice je základní devítiletá škola, pošta či zdravotnické středisko.

## Historie
Vesnice Kamjena byla obývána již v dobách starověku. V minulosti zde žili hlavně Makedonci, jelikož i název vesnice vychází z makedonského jazyka. Za původem názvu jsou hned 2 legendy. První praví, že ve starověkých dobách byla řeka tak moc na vzestupu, že sebou přinesla mnoho kamenů, které zůstaly ležet právě v místě vesnice (Kamenjane - místo s kameny). Podle druhé legendy zničilo vesnici zemětřesení, po němž byla ze Šar Planiny zavelena mnoha velkými kameny.
Podle statistiky Vasila Kančova z roku 1900 žilo ve vesnici 630 obyvatel albánské národnosti.
Do roku 2004 byla vesnice centrem stejnojmenné opštiny, poté byla přiřazena do opštiny Bogovinje.

## Demografie
Podle sčítání lidu z roku 2002 žije ve vesnici 4 834 obyvatel, z nichž naprostá většina je albánské národnosti.
| Rok          | 1900 | 1929  | 1948  | 1953  | 1961  | 1971  | 1981  | 1991 | 1994  | 2002  |
| ------------ | ---- | ----- | ----- | ----- | ----- | ----- | ----- | ---- | ----- | ----- |
| Obyvatelstvo | 630  | 1 252 | 1 777 | 2 014 | 2 313 | 2 869 | 3 710 | 12   | 4 080 | 4 834 |